# La licantropia/Qualsiasi cosa faccio
La licantropia/Qualsiasi cosa faccio è un singolo di Pippo Franco, pubblicato dalla Dischi Ricordi nel 1969.

## La licantropia
La licantropia è un brano musicale scritto da Pippo Franco, su musica e arrangiamenti di Mario De Sanctis.
Il brano fu portato in gara al Cantagiro 1969 nel girone C sezione folk.
Il testo racconta di una donna, innamorata di Pippo Franco che piano piano si trasforma in una donna lupo, con un chiaro intento satirico.
Il brano fu inserito due anni più tardi nel secondo album dell'attore, Cara Kiri.

## Qualsiasi cosa faccio
Qualsiasi cosa faccio è la canzone pubblicata sul lato B del singolo, scritta sempre dall'attore, in cui si narra la storia di un uomo particolarmente sfortunato e perseguitato dalla sfortuna.

## Edizioni
Il singolo fu pubblicato in Italia su 45 giri con numero di catalogo srl 10.557 su etichetta Dischi Ricordi. Del singolo esistono tre versioni differenti con le label di diverso colore, rosso, arancio e giallo.